# Zmarli w grudniu 2012

## Grudzień 2012
- 31 grudnia
  - Larry Bowie − amerykański futbolista[1]
  - Geert van Dijk − holenderski warcabista, mistrz Holandii z 1958[2]
  - Bertil Karlsson – szwedzki lekkoatleta, długodystansowiec[3]
  - Konstantin Kobiec − rosyjski generał, pierwszy minister obrony Rosji[4]
  - Wiesław Lang − polski filozof prawa, profesor Uniwersytetu Mikołaja Kopernika w Toruniu[5]
- 30 grudnia
  - Mike Hopkins − nowozelandzki montażysta dźwięku[6]
  - Rita Levi-Montalcini – włoska lekarka, embriolog i neurolog, laureatka Nagrody Nobla[7]
  - Andrzej Steciwko – polski lekarz, profesor[8]
  - Andreu Vivó − hiszpański gimnastyk, olimpijczyk[9]
  - Carl Woese – amerykański mikrobiolog i fizyk[10]
- 29 grudnia
  - Mike Auldridge – amerykański wokalista i gitarzysta country, jazzowy i rockowy[11]
  - Tony Greig – angielski krykiecista i komentator sportowy[12]
  - Czesław Janicki – polski naukowiec, profesor nauk rolniczych, polityk, wicepremier, minister rolnictwa[13]
  - Salvador Reyes – meksykański piłkarz, trener[14]
  - Paulo Rocha − portugalski reżyser filmowy[15]
  - Ignacy Tokarczuk – polski duchowny katolicki, arcybiskup przemyski[16]
  - Jean Topart − francuski aktor[17]
  - Andrzej Wilkosz – polski brydżysta[18]
- 28 grudnia
  - Stanisław Bielecki – polski duchowny, profesor i pedagog KULu i Wyższego Seminarium Duchownego w Kielcach[19]
  - Jayne Cortez – afroamerykańska artystka jazzowa, poetka i performerka[20]
  - Světla Čmejrková – czeska językoznawczyni[21]
  - Václav Drobný – czeski piłkarz[22]
  - Jon Finch – brytyjski aktor[23]
  - Imanu’el Szefer – izraelski piłkarz, trener piłkarski[24]
  - Salt Walther − amerykański kierowca wyścigowy[25]
- 27 grudnia
  - Harry Carey Jr. – amerykański aktor[26]
  - Lloyd Charmers – jamajski muzyk ska i reggae; piosenkarz, klawiszowiec, kompozytor, producent muzyczny[27]
  - Jorma Kortelainen – fiński biegacz narciarski i wioślarz, srebrny medalista olimpijski w biegach[28]
  - Norman Schwarzkopf – amerykański generał[29]
  - Edward Zachajkiewicz – polski nauczyciel i działacz partyjny, poseł na Sejm PRL III kadencji (1961–1965), wiceminister[30]
  - Wanda Zeman − polska montażystka filmowa[31]
- 26 grudnia
  - Gerry Anderson – brytyjski pisarz, scenarzysta i reżyser filmowy[32]
  - Fontella Bass − amerykańska piosenkarka soulowa i rhythm and bluesowa[33]
  - Henryk Strzelecki − polski przedsiębiorca, założyciel firmy odzieżowej dla żeglarzy Henri Lloyd[34]
  - Ibrahim Tannous – libański wojskowy, generał, dowódca armii libańskiej[35]
  - Haruhisa Watanabe − japoński podróżnik i alpinista[36]
- 25 grudnia
  - Erico Aumentado − filipiński polityk[37]
  - Jerzy Bereś – polski rzeźbiarz, autor akcji i performer[38]
  - Jane Dixon – amerykańska duchowny, biskup Kościoła Episkopalnego w Stanach Zjednoczonych[39]
  - Edward Thomas Hughes – amerykański duchowny katolicki, biskup Metuchen[40]
  - Othmar Schneider – austriacki narciarz alpejski, złoty medalista olimpijski[41]
- 24 grudnia
  - Richard Rodney Bennett – angielski kompozytor[42]
  - Ray Collins – amerykański muzyk, piosenkarz[43]
  - Brad Corbett − amerykański przedsiębiorca, właściciel amerykańskiej drużyny baseballowej Texas Rangers w latach 1974-1980[44]
  - Charles Durning – amerykański aktor[45]
  - Seweryn Jurgielaniec – polski lekarz, polityk, poseł na Sejm RP[46]
  - Jack Klugman – amerykański aktor[47]
  - Austin Ndife − nigeryjski piłkarz[48]
  - Józef Puta – polski działacz partyjny i dyplomata, ambasador w Izraelu (1963–1967), Wietnamie (1975–1979) i Laosie (1983–1986)[49]
  - Aleksander Wieczorkowski – polski dziennikarz, pisarz, felietonista[50]
- 23 grudnia
  - Michał Bobrowski – polski satyryk, scenarzysta, reżyser, autor tekstów piosenek, pomysłodawca Spotkania z Balladą[51]
  - Abe Deutschendorf − amerykański polityk[52]
  - Eduardo Maiorino − brazylijski kick-boxer, zawodnik MMA[53]
  - Cristian Tudor − rumuński piłkarz[54]
- 22 grudnia
  - Ryan Freel − amerykański baseballista, grał w amerykańskiej lidze Major League Baseball[55]
  - Emidio Greco − włoski reżyser i scenarzysta filmowy[56]
  - Rip Hawk − amerykański wrestler[57]
  - Květa Legátová – czeska pisarka[58]
  - Cliff Osmond – amerykański aktor i scenarzysta telewizyjny[59]
  - Bolesław Proch – polski żużlowiec[60]
  - Mike Scaccia – amerykański muzyk, gitarzysta grup: Ministry, Rigor Mortis, Revolting Cocks[61]
  - Marva Whitney – amerykańska piosenkarka funkowa[62]
  - Arkadij Worobjow – rosyjski sztangista, dwukrotny złoty medalista olimpijski[63]
- 21 grudnia
  - Boyd Bartley − amerykański baseballista, grał w amerykańskiej lidze Major League Baseball[64]
  - Curtis Crider − amerykański kierowca wyścigowy[65]
  - Lee Dorman – amerykański basista rockowy, muzyk zespołów Captain Beyond i Iron Butterfly[66]
  - Leszek Filipek − polski samorządowiec i przedsiębiorca, starosta rycki (2004−2010)[67]
  - Savitaben Khant − indyjski polityk[68]
  - Daphne Oxenford – angielska aktorka telewizyjna i radiowa[69]
- 20 grudnia
  - Stan Charlton − angielski piłkarz, trener[70]
  - Leslie Claudius – indyjski hokeista na trawie[71]
  - Richard Crandall − amerykański informatyk, fizyk, profesor[72]
  - Mieczysław Janowiec – polski mikrobiolog, profesor[73]
  - Eagle Keys − kanadyjski futbolista, trener[74]
  - Larry L. King – amerykański dziennikarz, eseista i dramaturg[75]
  - Jimmy McCracklin − amerykański muzyk bluesowy, pianista, wokalista i kompozytor[76]
  - Zbigniew Radwański – polski prawnik, profesor, doktor nauk prawnych[77]
  - Dennis Stevens − angielski piłkarz[78]
- 19 grudnia
  - Inez Andrews – amerykańska piosenkarka gospel[79]
  - Colin Davis − brytyjski kierowca wyścigowy[80]
  - Krzysztof Etmanowicz − polski piłkarz, trener[81]
  - Georges Jobé − belgijski motocyklista motocrossowy, pięciokrotny mistrz świata w motocrossie[82]
  - Bogusław Kasprzysiak − polski dziennikarz sportowy, sędzia sportowy, piłkarz, nauczyciel[83]
  - Larry Morris – amerykański futbolista[84]
  - Peter Struck − niemiecki polityk, minister obrony narodowej w latach 2002-2005[85]
- 18 grudnia
  - Skippy Baxter − amerykański łyżwiarz figurowy i szybki[86]
  - Kazimierz Lipiński − polski generał, były prezes Izby Wojskowej Sądu Najwyższego[87]
  - Stanisław Michoński − polski śpiewak operowy (bas)[88]
  - Jim Patterson − szkocki piłkarz[89]
  - Chryzostom (Stolić) – serbski duchowny prawosławny, biskup[90]
  - Jim Whalen − amerykański futbolista[91]
  - Marcus Worsley − brytyjski polityk, deputowany Izby Gmin (1959-1966, 1966-1974)[92]
- 17 grudnia
  - Charlie Adam − szkocki piłkarz[93]
  - Tony Charlton − australijski komentator sportowy[94]
  - Daniel Inouye − amerykański polityk[95]
  - Dina Guerri-Manfredini − amerykańska superstulatka pochodzenia włoskiego, przez ostatnie 13 dni życia posiadała tytuł najstarszej żyjącej osoby na świecie[96]
  - Jarvi Mejía − kolumbijski piłkarz[97]
  - Arnaldo Mesa – kubański bokser, srebrny medalista olimpijski[98]
  - Frank Pastore − amerykański baseballista, grał w amerykańskiej lidze Major League Baseball[99]
- 16 grudnia
  - Doyle Conner − amerykański polityk, demokrata[100]
  - Robert Derleth − amerykański futbolista[101]
  - Andrzej Dłużniewski − polski malarz, rysownik, grafik, performer, pisarz, profesor ASP w Warszawie[102]
  - Wacław Goronowski − polski prawnik, specjalista prawa finansowego, profesor Uniwersytetu Warszawskiego[103]
  - Elwood Jensen – amerykański biolog[104]
  - Iñaki Lejarreta − hiszpański kolarz górski, olimpijczyk[105]
  - Adam Ndlovu − zimbabwejski piłkarz[106]
- 15 grudnia
  - Stanisław Dejczer – polski pisarz, satyryk i autor słuchowisk[107]
  - Gerhard Fidelak − niemiecki trener piłki siatkowej[108]
  - Marian Rusecki − polski duchowny katolicki, teolog[109]
- 14 grudnia
  - Agnieszka Borzuchowska – polska lekarka, profesor[110]
  - Klaus Köste − niemiecki gimnastyk[111]
  - Ganesh Shahi − nepalski krykiecista[112]
  - Thulukhanamm Shanmugam − indyjski piłkarz, trener[113]
- 13 grudnia
  - Jan Blaha − czeski duchowny katolicki, biskup[114]
  - Gil Friesen – amerykański promotor muzyczny i filmowy[115]
  - Maurice Herzog − francuski alpinista i himalaista[116]
  - Otto Ketting − holenderski kompozytor i dyrygent[117]
  - Julian Krok – polski pilot, członek Dywizjonu 303[118]
  - David Tait − angielski rugbysta[119]
- 12 grudnia
  - Eddie Burns – amerykański muzyk bluesowy[120]
  - Walt Kirk − amerykański koszykarz[121]
  - Lluís Maria de Puig i Olivé − hiszpański polityk i historyk, przewodniczący Zgromadzenia Parlamentarnego Rady Europy (2008−2010)[122]
  - Nityanand Swami − indyjski polityk, pierwszy sekretarz generalny indyjskiego stanu Uttarakhand w latach 2000-2001[123]
  - Stanisław Wyszyński – polski aktor filmowy i teatralny[124]
- 11 grudnia
  - Otokar Balcy – polski operator dźwięku w filmach animowanych[125]
  - Toni Blankenheim − niemiecki śpiewak operowy (baryton)[126]
  - Albert Hirschman − amerykański ekonomista[127]
  - B.B. Nimbalkar − indyjski krykiecista[128]
  - Gérard Rasquin – luksemburski lekkoatleta, biegacz[129]
  - Ravi Shankar – indyjski kompozytor i wirtuoz gry na sitarze[130]
  - Colleen Walker – amerykańska golfistka[131]
  - Galina Wiszniewska − rosyjska śpiewaczka operowa (sopran)[132]
  - Stanisław Murzyniak – polski skoczek narciarski, medalista Mistrzostw Polski[133]
- 10 grudnia
  - Iajuddin Ahmed − banglijski polityk, prezydent Bangladeszu w latach 2002-2009[134]
  - Lisa Della Casa − szwajcarska śpiewaczka operowa (sopran)[135]
  - Ludwik Górski − polski chemik[136]
  - Patricia Kennedy − australijska aktorka[137]
  - Stefan Raaff − niemiecki bokser[138]
  - John Small − amerykański futbolista[139]
  - Krzysztof Zalewski − polski historyk i dziennikarz lotniczy[140]
- 9 grudnia
  - Ivan Ljavinec − ukraiński duchowny greckokatolicki, biskup Acalissus, apostolski egzarcha greckokatolicki w Republice Czeskiej[141]
  - Patrick Moore − brytyjski astronom[142]
  - Alex Moulton − brytyjski inżynier, wynalazca[143]
  - André Nelis − belgijski żeglarz, medalista olimpijski[144]
  - Jenni Rivera – meksykańsko-amerykańska piosenkarka[145]
  - Charles Rosen − amerykański pianista, muzykolog, pedagog muzyczny[146]
  - Norman Joseph Woodland – amerykański wynalazca, jeden z twórców kodu kreskowego[147]
- 8 grudnia
  - Jerry Brown − amerykański futbolista[148]
  - Bernhard Ernst − austriacki polityk[149]
  - Hal Schaefer – amerykański pianista i kompozytor jazzowy[150]
  - Darrin Winkler − australijski żużlowiec[151]
- 7 grudnia
  - Gilbert Durand − francuski filozof[152]
  - Denis Houf − belgijski piłkarz, reprezentant Belgii[153]
  - Nikola Ilić − serbski koszykarz[154]
  - Jan Knapik − polski polityk i samorządowiec[155]
  - Arthur Larsen – amerykański tenisista[156]
  - Jeni LeGon – amerykańska tancerka, aktorka i piosenkarka[157]
  - Marty Reisman − amerykański tenisista stołowy[158]
  - Shyam Lal Tabdar – nepalski dyplomata, ambasador Nepalu w Egipcie[159]
- 6 grudnia
  - Miguel Abia Biteo Boricó − gwinejski polityk, premier Gwinei Równikowej w latach 2004-2006[160]
  - Jan Carew – gujański powieściopisarz, dramaturg, poeta i pedagog[161]
  - Ed Cassidy − amerykański muzyk, perkusista, członek rockowej grupy Spirit[162]
  - Bim Diederich − luksemburski kolarz szosowy[163]
  - Keitani Graham – mikronezyjski zapaśnik, olimpijczyk[164]
  - Karine Ghazinian – ormiańska dyplomata, polityk, ambasadorka Armenii w Wielkiej Brytanii[165]
  - Huw Lloyd-Langton – angielski muzyk rockowy, gitarzysta grupy Hawkwind[166]
- 5 grudnia
  - Hermann Beham − niemiecki polityk, członek partii CSU[167]
  - Dave Brubeck – amerykański pianista jazzowy, kompozytor[168]
  - Kazbek Giekkijew – rosyjski dziennikarz[169]
  - Ignacy IV – syryjski duchowny prawosławny, patriarcha Antiochii[170]
  - Nakamura Kanzaburō XVIII − japoński aktor teatralny, znany z teatru Kabuki[171]
  - Yves Niaré – francuski lekkoatleta, kulomiot[172]
  - Oscar Niemeyer – brazylijski architekt[173]
  - Robert Salen − francuski piłkarz[174]
  - Doug Smith − szkocki piłkarz[175]
- 4 grudnia
  - Grady Allen − amerykański futbolista[176]
  - Jack Brooks – amerykański polityk, demokrata[177]
  - Miguel Calero − kolumbijski piłkarz[178]
  - Besse Cooper − amerykańska superstulatka, w chwili śmierci najstarsza żyjąca osoba na świecie[179]
  - Branislav Milinković − serbski dyplomata, ambasador Serbii przy OBWE i NATO[180]
  - Robert Monclar − francuski koszykarz[181]
  - John Ward − amerykański futbolista[182]
- 3 grudnia
  - Tommy Berggren − szwedzki piłkarz[183]
  - Iwan Boboszko − ukraiński piłkarz[184]
  - Boris Breskvar – słoweński trener tenisa ziemnego[185]
  - Augustyn Karolewski − polski wojskowy, żołnierz AK, weteran wojenny i towarzysz broni niedźwiedzia Wojtka[186]
  - Diego Mendieta − paragwajski piłkarz[187]
  - Władysław Trebunia-Tutka – polski malarz i muzyk, znany z zespołu Trebunie-Tutki[188]
  - Jeroen Willems − holenderski aktor[189]
- 2 grudnia
  - Maria Fołtyn − polska śpiewaczka i reżyserka operowa[190]
  - Robert Kozak − polski pilot, dowódca 23. Bazy Lotnictwa Taktycznego w Mińsku Mazowieckim[191]
  - Michel Naudy − francuski dziennikarz[192]
  - Sylvester Odhiambo − kenijski trener piłkarski[193]
  - Klaus Ohmsen − niemiecki sędzia piłkarski[194]
- 1 grudnia
  - Jovan Belcher − amerykański futbolista[195]
  - Arthur Chaskalson − południowoafrykański polityk, konsultant, pierwszy prezydent Trybunału Konstytucyjnego Republiki Południowej Afryki[196]
  - Mitchell Cole – angielski piłkarz[197]
  - Steve Fox − angielski piłkarz[198]
  - Tadeusz Kapuściński − polski naukowiec, profesor, specjalista nauk geologicznych w zakresie mineralogii i petrografii[199]
  - Rick Majerus − amerykański trener koszykówki, uczelni University of Utah i Saint Louis University[200]
  - Marcia Russell − nowozelandzka dziennikarka[201]
  - Bhim Bahadur Tamang − nepalski polityk[202]
  - Phil Taylor − angielski piłkarz, trener[203]